# William Henry Singer

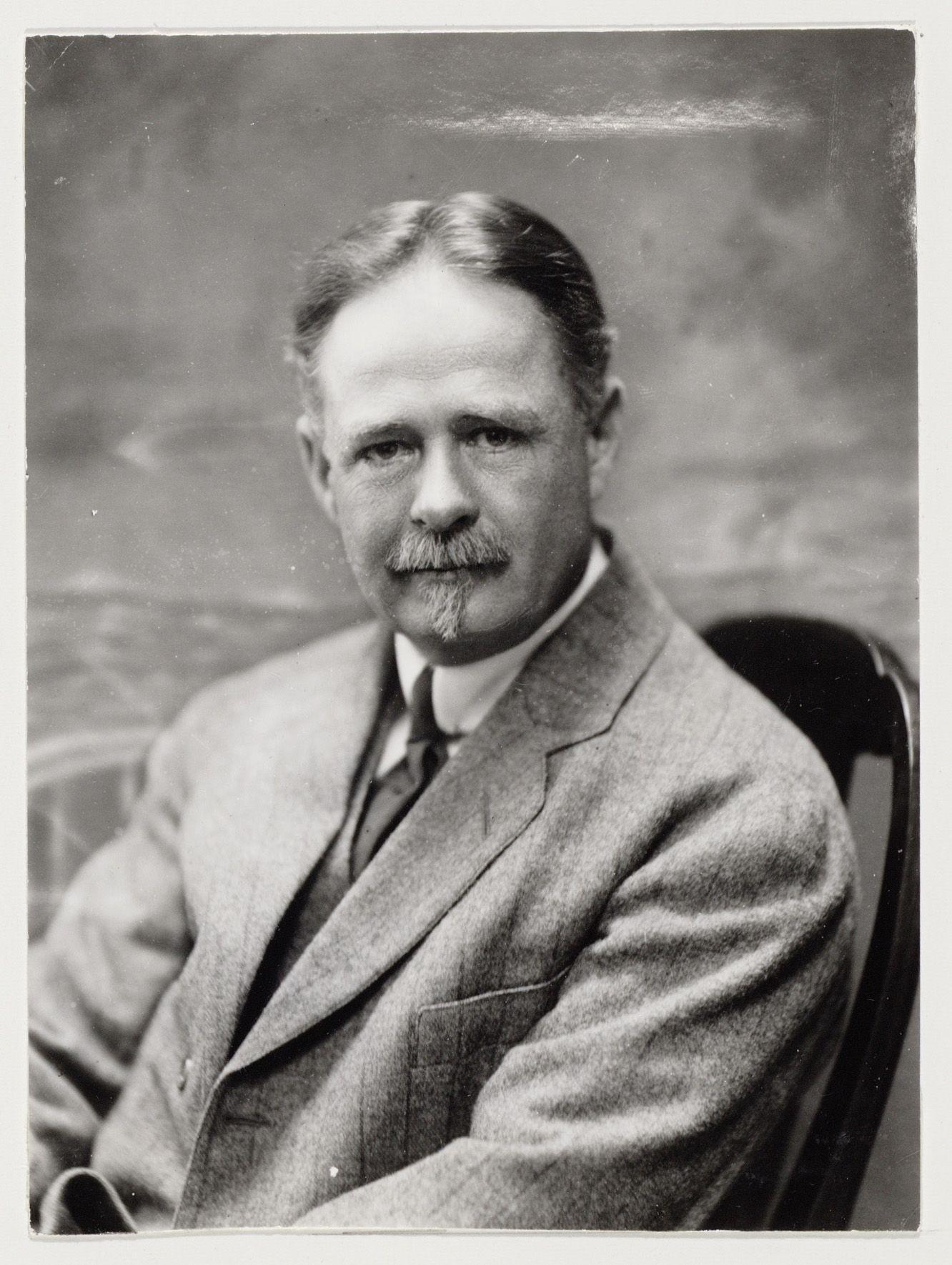
William Henry Singer, 1913

William Henry Singer, Jr. (* 5. Juli 1868 in Allegheny / Pittsburgh, Pennsylvania; † 29. Dezember 1943 in Olden, Norwegen) war ein US-amerikanischer Kunstsammler und Maler. Zusammen mit seiner Frau Anna Brugh Singer verwendete er sein Vermögen zum Bau mehrerer Villen, für ausgedehnte Reisen, für wohltätige Zwecke und den Aufbau ihrer Kunstsammlungen. Das Paar sammelte Werke der Schule von Barbizon, der Haager Schule, Larener Schule, amerikanische Künstler, niederländische und französische Skulpturen, europäische und asiatische Antiquitäten.

## Leben

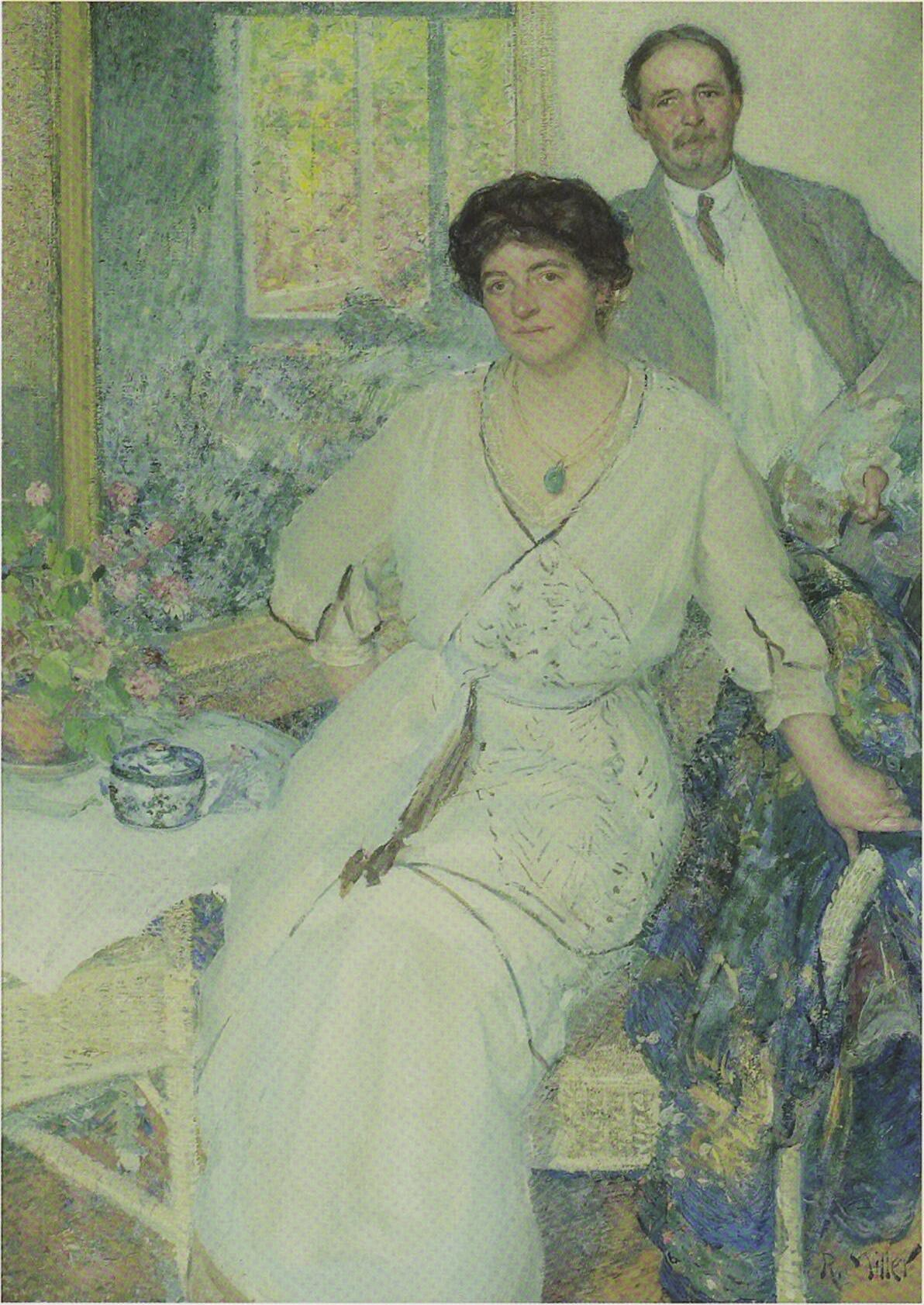
Das Ehepaar Singer, um 1920, Gemälde von Richard Edward Miller

William Henry Singer wuchs gemeinsam mit seinen drei Geschwistern in Pittsburgh auf. Er war der Sohn von Hester Lared Harton und William Henry Singer, eines wohlhabenden Stahlmagnaten, der mit der Produktion von Kanonen und anderen Waffen für die Unionstruppen während des Sezessionskriegs reich geworden war. Der Wunsch seines Vaters war, dass er die Nachfolge in seiner „Singer and Nimick Company“ antreten sollte. Obwohl William Singer Maler werden wollte, arbeitete er für einige Jahre in der väterlichen Firma und nahm zeitgleich an der Pittsburgh School of Design Unterricht bei dem Gastlehrer Martin Borgord, der William und Anna Brugh Singer, mit der er ab 1895 verheiratet war, ein lebenslanger Freund wurde. 1900 reichte Singer mehrere Werke bei der fünften Gemäldeausstellung Carnegie International ein, von denen zwei Landschaften große positive Resonanz fanden und ihn bestärkten, sich ganz der Malerei zu widmen. Nachdem Singer die väterliche Firma verlassen hatte, zog das Ehepaar in das kleine Fischerdorf Monhegan, eine Künstlerkolonie an der Küste von Maine.

### Leben in Paris und Laren
Nach einem Jahr in Monhegan reiste das Paar im Frühjahr 1901 in Begleitung von Borgord nach Paris, zu dieser Zeit das Zentrum der neuesten Entwicklungen in der bildenden Kunst, wo William Singer mehrere Monate an der Académie Julian und bei Jean-Paul Laurens studierte und freundschaftliche Kontakte zu den Pariser Malern knüpfte. Der Trubel der Großstadt sagte William und Anna nicht zu und sie beschlossen, in das niederländische Künstlerdorf Laren unweit von Amsterdam zu reisen. Bilder der Landschaft und Umgebung hatten sie schon zuvor in Amerika auf Ausstellungen von Anton Mauve und Jozef Israëls gesehen. Der Freund Borgord begleitete sie auch diesmal. In Laren wohnten sie ab 1901/1902 im „Hotel Hamdorff“, das sich damals zum zentralen Künstlertreffpunkt in Laren entwickelt hatte. Ursprünglich nur ein Café wurde es 1901 um ein großes und luxuriöses Hotel erweitert, das ab 1905 auch einen Saal für Kunstausstellungen bot. Der Amsterdam-Laren-Maler Jacob (Jaap) Dooijewaard (1876–1969) freundete sich mit ihnen an. Zwischenzeitlich besuchten sie zusammen mit Borgord auf dessen Vorschlag hin 1903 Norwegen.

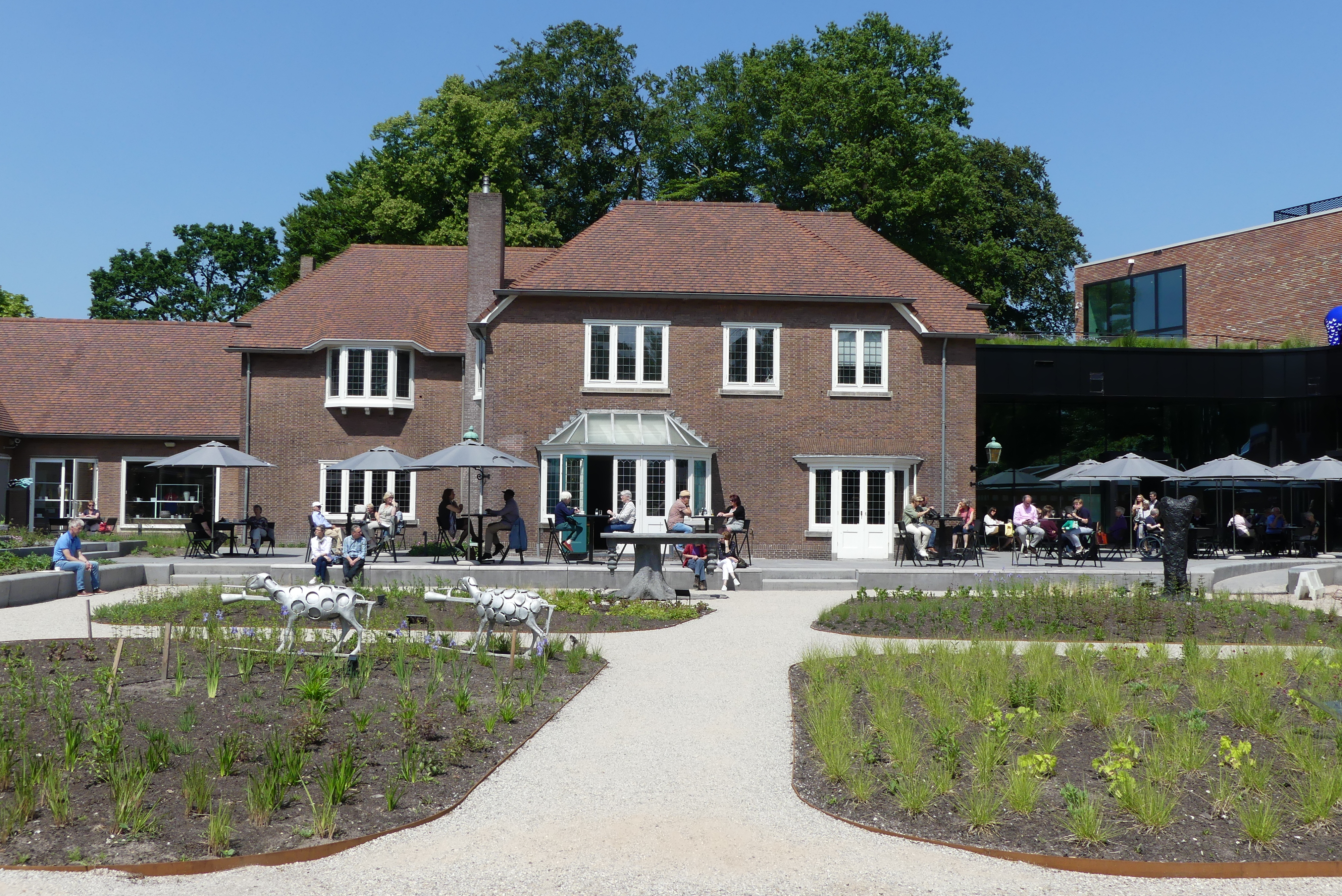
Villa „De Wilde Zwanen“

1905 kehrte das Paar nach Amerika zurück, ließ sich aber nach dem Tod von William Singers Vater 1909 dauerhaft in Laren nieder. Die große Erbschaft ermöglichte ihm, seinen Neigungen als Maler weiter nachzugehen. Die Singers kauften ein Grundstück am Dorfrand an der Oude Drift und beauftragten den Hilversumer Architekten Johan Wilhelm Hanrath mit dem Entwurf einer großen Villa im holländischen Landhausstil mit einem freistehenden Malatelier für William. Das Malatelier im Garten war zweigeteilt, damit auch Borgord dort arbeiten konnte. Anna, eine begabte Pianistin, ließ neben der Villa einen Konzertsaal errichten. Das Paar versuchte, bildende Kunst und Musik zu verbinden, die nach ihrer Auffassung untrennbar miteinander verbunden seien. Weil sich die Singers wie Zugvögel fühlten, die je nach Jahreszeit ihren Aufenthaltsort wechseln, nannten sie ihre Villa „De Wilde Zwanen“. Ende 1911 konnten sie das Haus beziehen und unterhielten in Folge ein reges gesellschaftliches Leben im Austausch mit den Larener Künstlern, wie Arina Hugenholtz, Jaap Dooijewaard, Hein Kever, Albert Neuhuys oder Evert Pieters. Der Maler Martin Borgord wohnte bei ihnen in der Villa.

### Leben in Laren und Olden
Ab 1913 verbrachten die Singers die Sommermonate an der Westküste Norwegens in der Nähe des Dorfes Olden am Nordfjord nördlich von Bergen, dessen raue und unberührte Fjord- und Berglandschaft Williams Malerei inspirierten. Die Winter verbrachten sie in ihrer Larener Villa. Sie empfingen Freunde und Bekannten, darunter die im Ort ansässigen Künstlerinnen und Künstler, die sie aus ihrer Anfangszeit in Laren kannten. Sie kauften Kunstwerke, die ihnen gefielen, unterstützten Künstlerfreunde durch den Kauf ihrer Werke und statteten ihre Villa mit diesen Gemälden aus, neben Bildern und Skulpturen französischer und amerikanischer Künstler. Als 1914 der Erste Weltkrieg ausbrach, befanden sich die Singers in Norwegen und von Dezember 1914 bis Frühjahr 1915 in Amerika. Erst nach dem Kriegsende 1918 kehrten sie nach Laren zurück und pendelten wieder zwischen Norwegen und den Niederlanden. Zwischendurch unternahmen sie auch Reisen zur Familie in Amerika und nach Paris. Nachdem Borgord 1920 nach Paris gegangen war, wurde der niederländische Maler Jaap Dooijewaard ihr Mitbewohner in der Villa.
Bei ihren früheren Aufenthalten in Norwegen hatte das Paar im Yris-Hotel in Olden gewohnt und 1914 ein Malatelier in Olden gebaut. Da William Singer sich dauerhaft in Norwegen niederlassen wollte, lebten sie ab 1922 in ihrer eigenen etwas oberhalb des Zentrums von Olden gelegenen Villa „Singerheimen“ in Dalheim, zu dem mehrere Gebäude gehörten, und die sie mit den Möbeln sowie der Kunst- und Antiquitätensammlung aus der Villa „De Wilde Zwanen“ ausstatteten. Auch unterstützten sie den Bau des Nordfjord-Krankenhauses und der Straße zwischen Olden und Innvik finanziell. William Singer hatte eine Vorliebe für die Natur Norwegens und schätzte die Ruhe zum Malen und die Möglichkeiten für Jagd und Fischfang. Als Anhänger von Henry David Thoreaus Thesen bevorzugte er ein kontemplatives Leben, während seiner Frau, die ihre eigene musikalische Karriere zurückgestellt hatte, die Abgeschiedenheit im innersten Teil des Nordfjords oft zu einsam war. Während William Singer malte, übernahm sie die Verwaltung und die täglichen Aufgaben für das Anwesen. Die Winter verbrachte das Paar oft in Laren, nach dem Verkauf der Villa „De Wilde Zwanen“ 1925 in ihrer eigenen Suite im Hotel Hamdoff.

### Leben in Blaricum

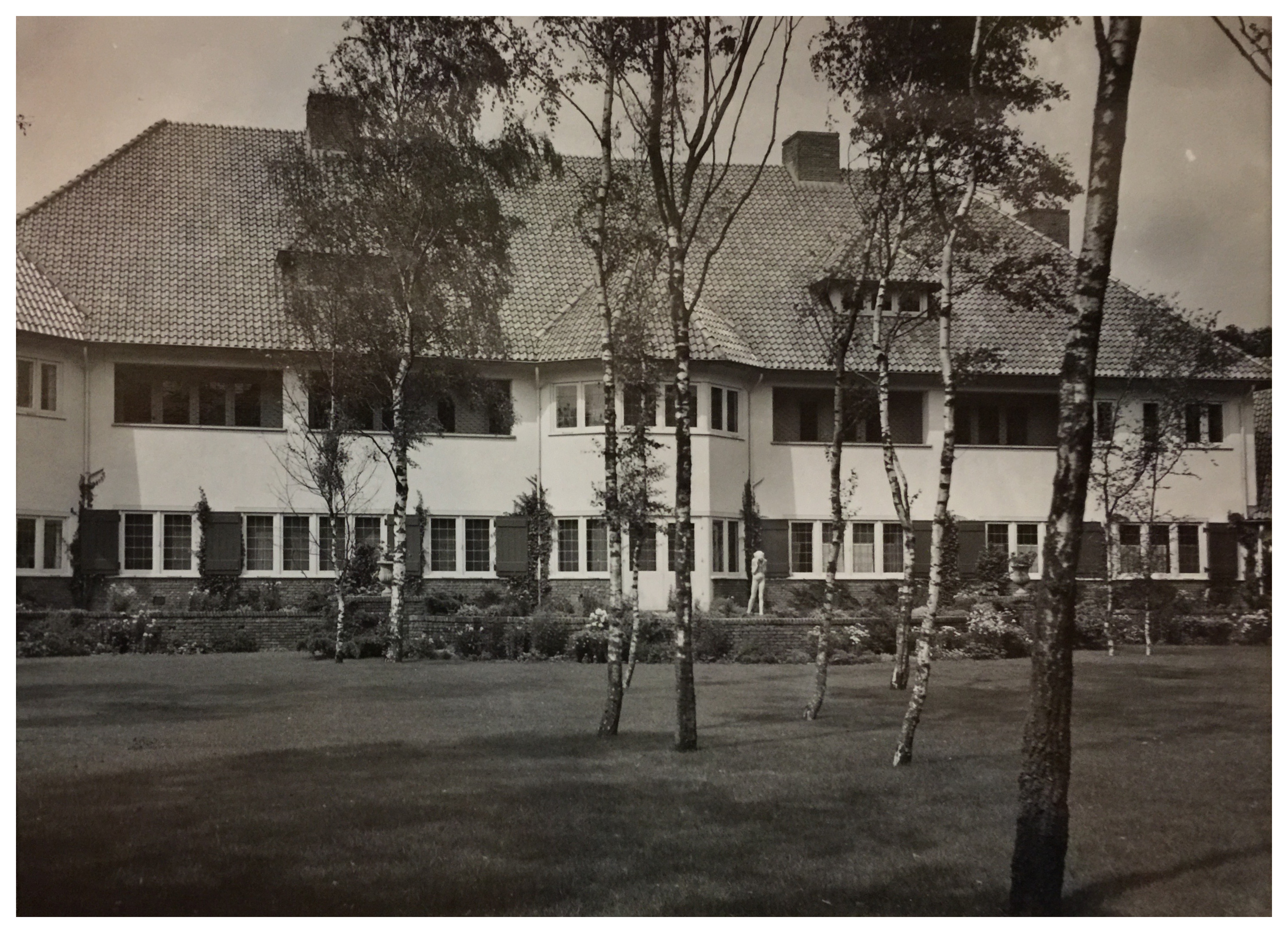
Nederheem, 1937

1934 kehrten die Singers aufgrund von Williams gesundheitlichen Problemen nach Het Gooi zurück und ließen durch den Architekten Elzinga ein Haus planen. 1937 bezogen sie in Blaricum das neue Landhaus „Nederheem“, mit einem Atelier und einer Galerie, an der Torenlaan in Blaricum, heute das Rathaus. In dem repräsentativen Gebäude empfingen sie viele Gäste, gaben Hauskonzerte und richteten ihre umfangreiche Kunstsammlung ein. Seit den 1930er Jahren war Singer eng mit Henri Le Sidaner befreundet und sie besuchten sich regelmäßig in ihren Häusern in Blaricum und im französischen Gerberoy.
1939 verließen die Singers die Niederlande, um während des Zweiten Weltkriegs erneut in Olden zu leben. William Singer starb dort 1943 an einem Herzinfarkt. Er wurde in Olden in einem Mausoleum beigesetzt, das seine Witwe auf dem Anwesen der Villa „Singerheimen“ errichten ließ.

## Auszeichnungen
- 1931 wählte die National Academy of Design Singer in New York zum Mitglied (NA).[14]
- Zur Eröffnung der von den Singers finanzierten Straße 1936 dankte König Haakon VII. den Singers persönlich für ihre Verdienste um die Menschen und die Gesellschaft in Norwegen und William Singer wurde mit dem Großkreuz des Sankt-Olav-Ordens ausgezeichnet.[13][15]
- Ritter des Leopoldordens von Belgien
- Ritter der Ehrenlegion (Frankreich)[4]

## Werk
Während seines Aufenthalts in der Künstlerkolonie Monhegan malte Singer „in kräftigen Pinselstrichen und hellen, klaren Farben“. Zu seinen Motiven gehörten die Fischer am Strand und weitere Strandbilder. Nachdem er sich im holländischen Laren niedergelassen hatte, malte er zwischen 1903 und 1905 mit dunklen, erdigen Farben vor allem Dorfansichten und die Heidelandschaft rund um Laren, inspiriert von der Haager Schule und im Stil von Anton Mauve. Nach seinem Besuch in der amerikanischen Künstlerkolonie Old Lyme in Connecticut, wo er Bilder amerikanischer Impressionisten kennengelernt hatte, begann sich sein Malstil zu ändern und ab etwa 1911 mit dem Einzug in die Villa „De Wilde Zwanen“ hellte sich seine Farbpalette deutlich auf. In dieser Zeit schuf er die Serie von Gartenansichten der Villa De Wilde Zwanen.

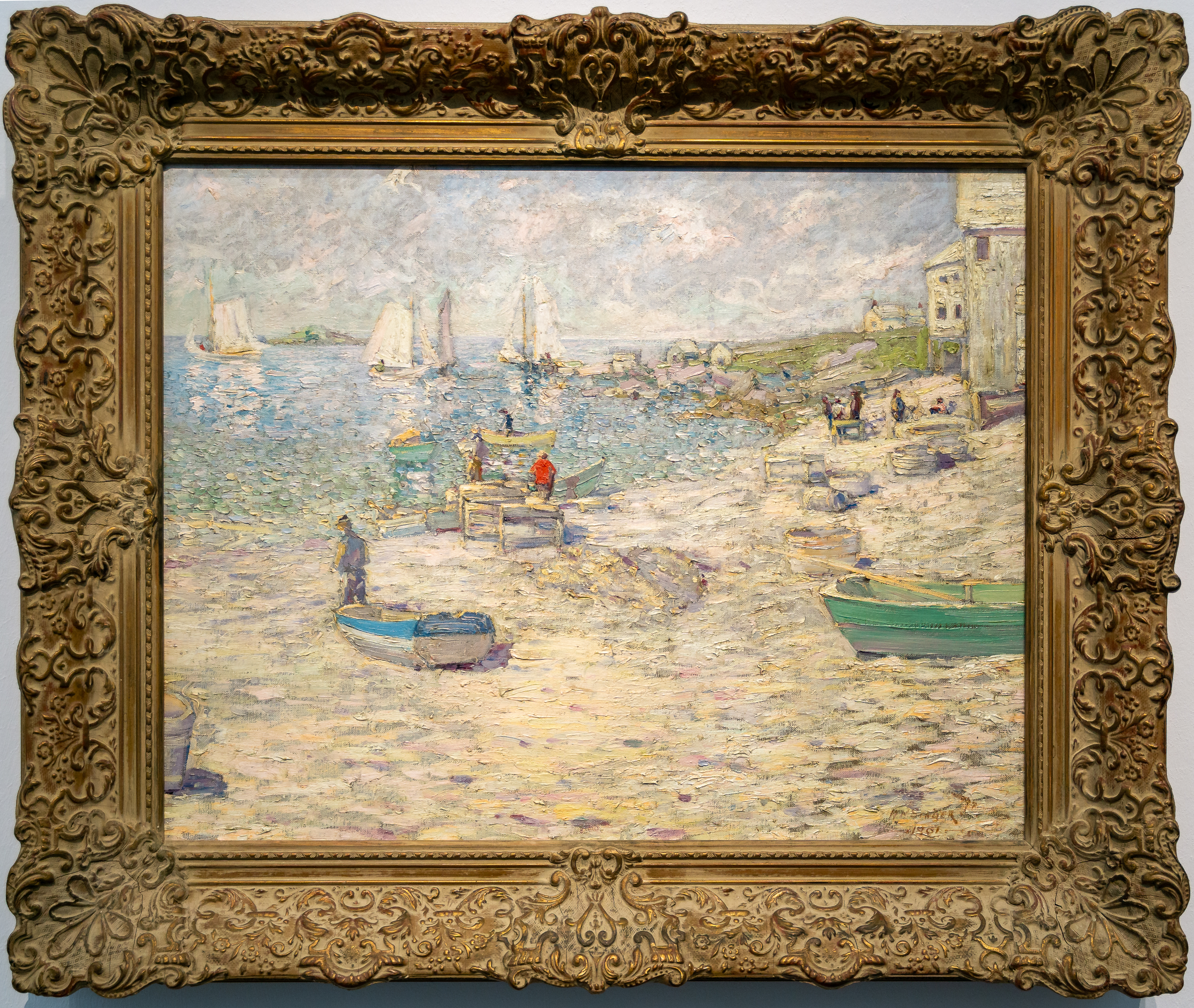
Strand auf der Insel Monhegan, 1901
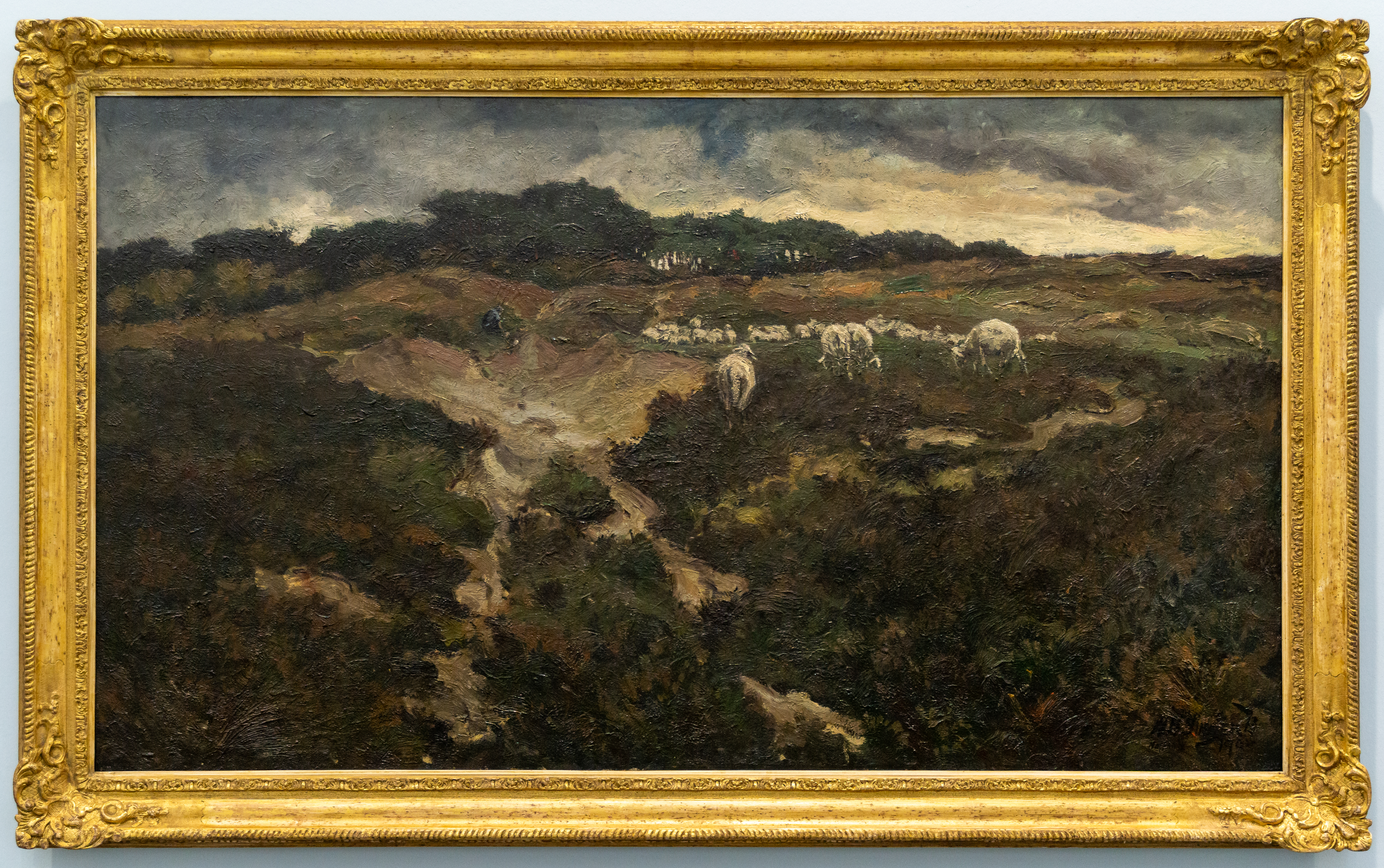
Heidelandschaft am Tafelberg zu Blaricum, 1902
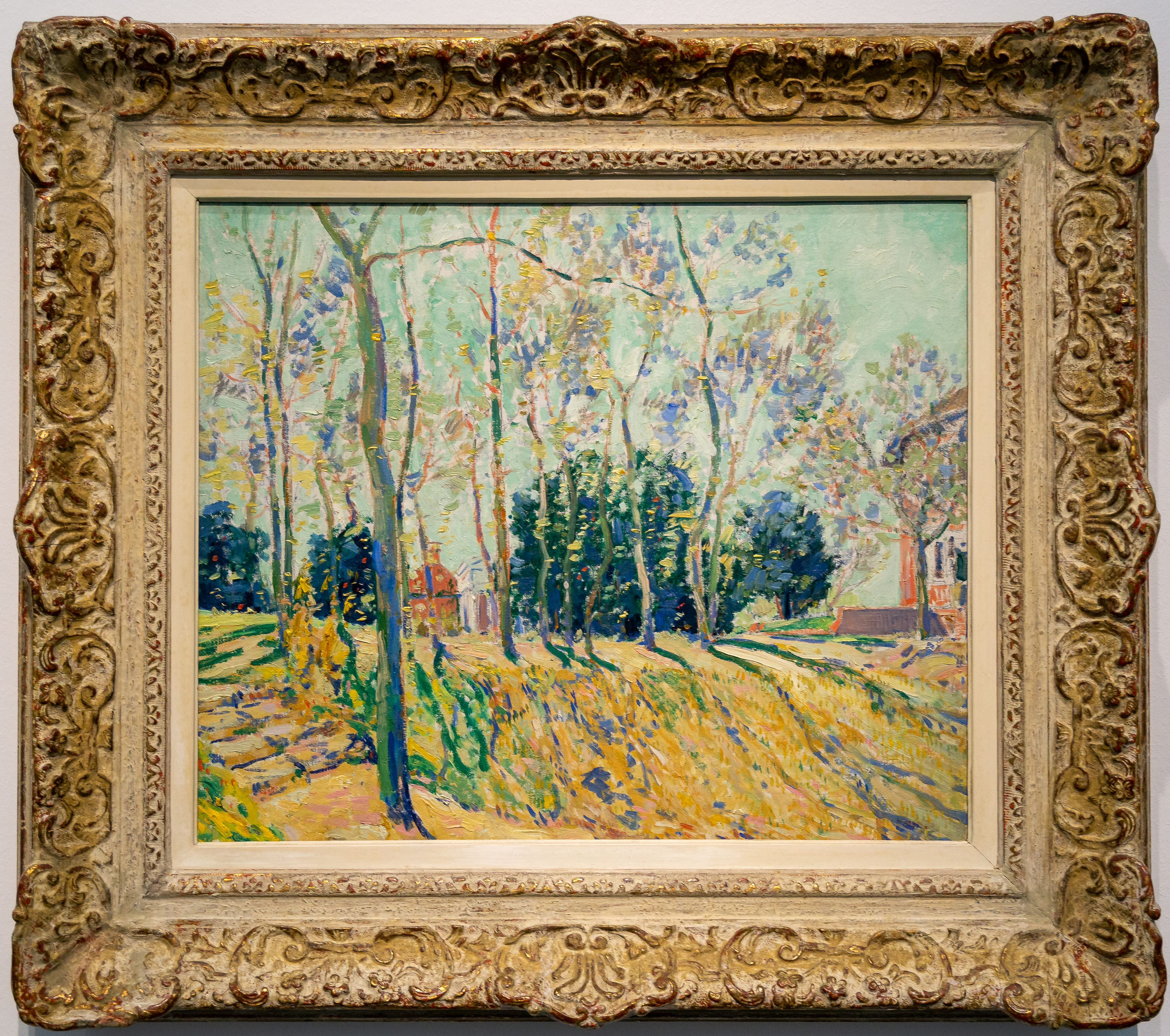
In meinem Garten, Frühling, 1912
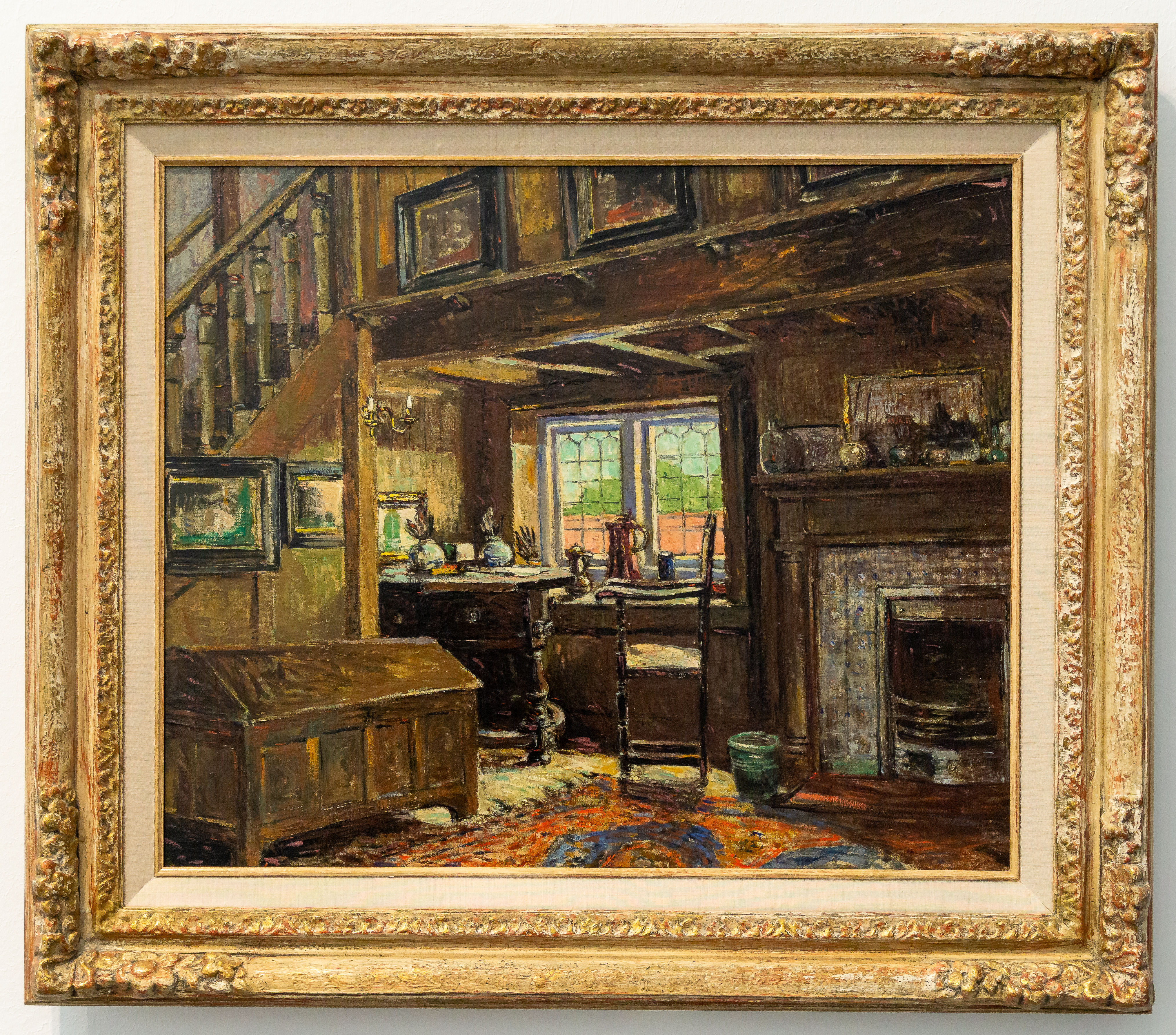
Das Atelier des Malers, 1913

Ansichten von Norwegen aus der Zeit von 1915 bis 1935 bilden den Großteil von William Singers Werk. Die raue Landschaft mit Nordlichtern, Schnee und schroffen Felsmassiven hinterließen bei ihm einen tiefen Eindruck. Er arbeitete konzentriert an der Darstellung der Landschaft in den unterschiedlichen Jahreszeiten und hielt seine Eindrücke in impressionistischen Gemälden fest, die er in pointillistischer Technik ausführte.

Sneeuwdag, 1915
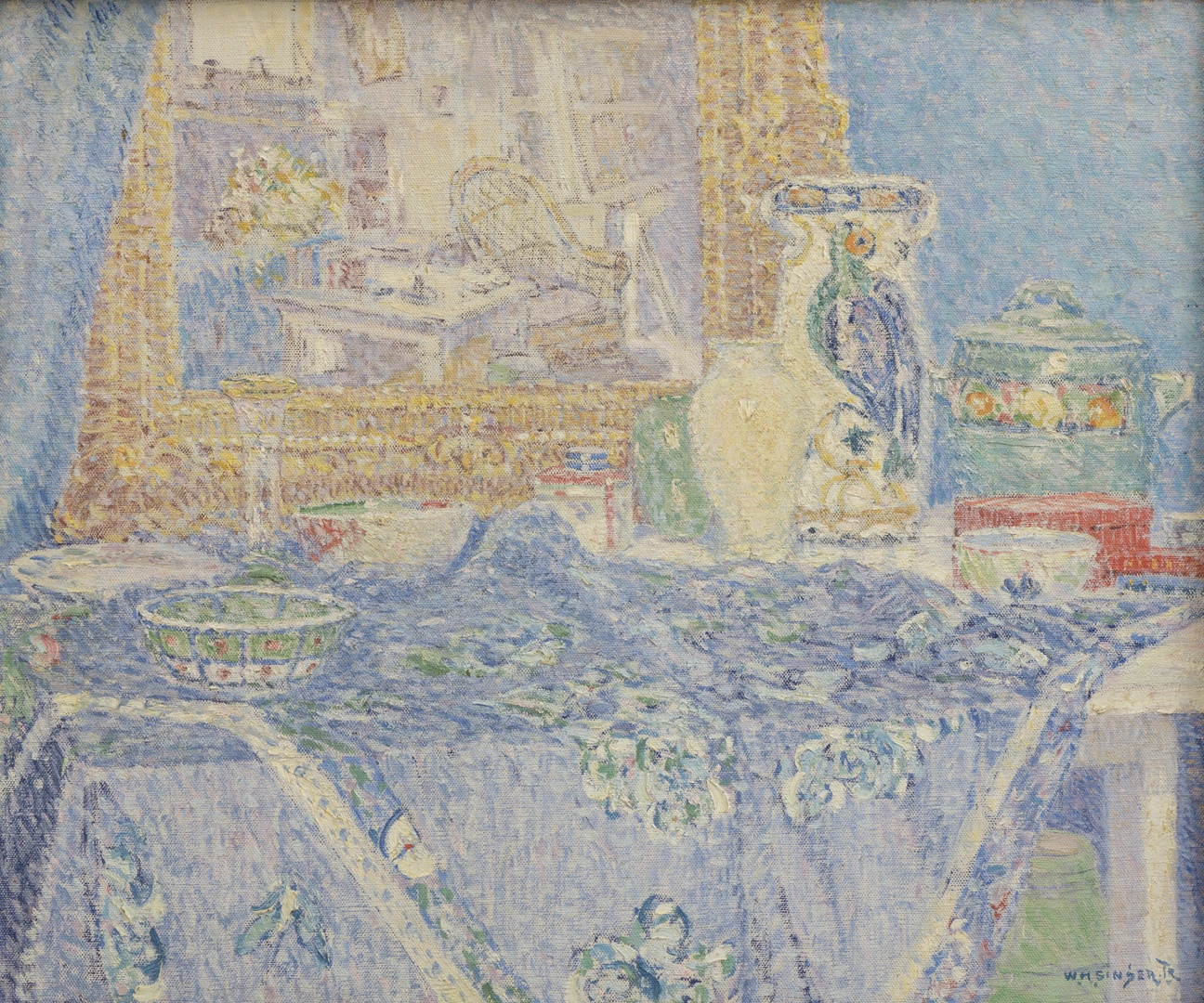
Intermezzo, 1917
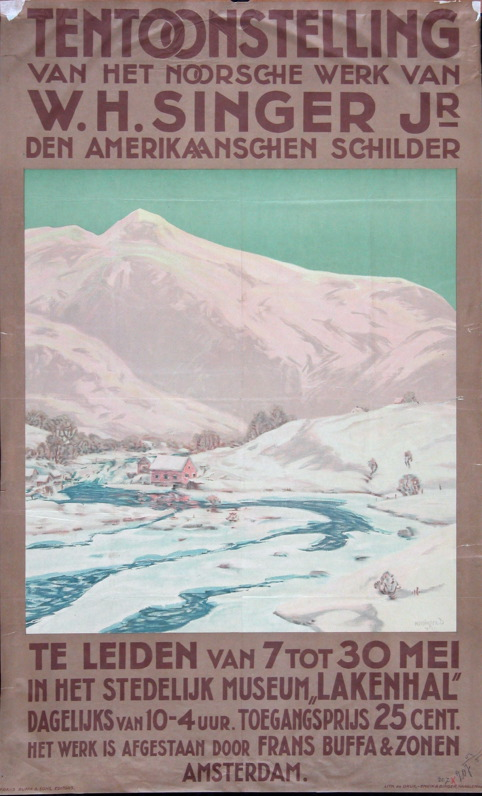
Ausstellungs-Plakat, 1923
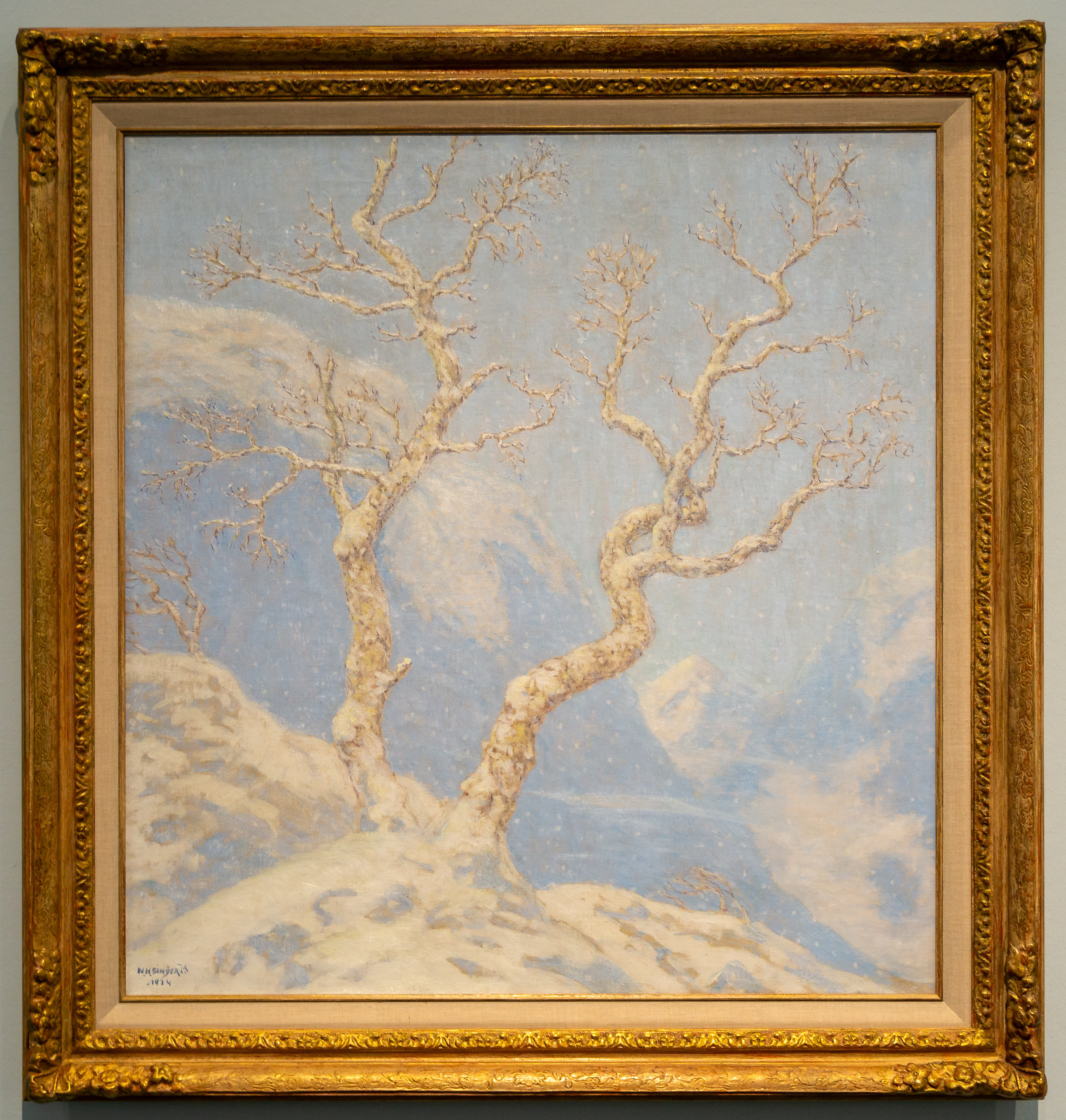
Die zwei Kameraden, 1924
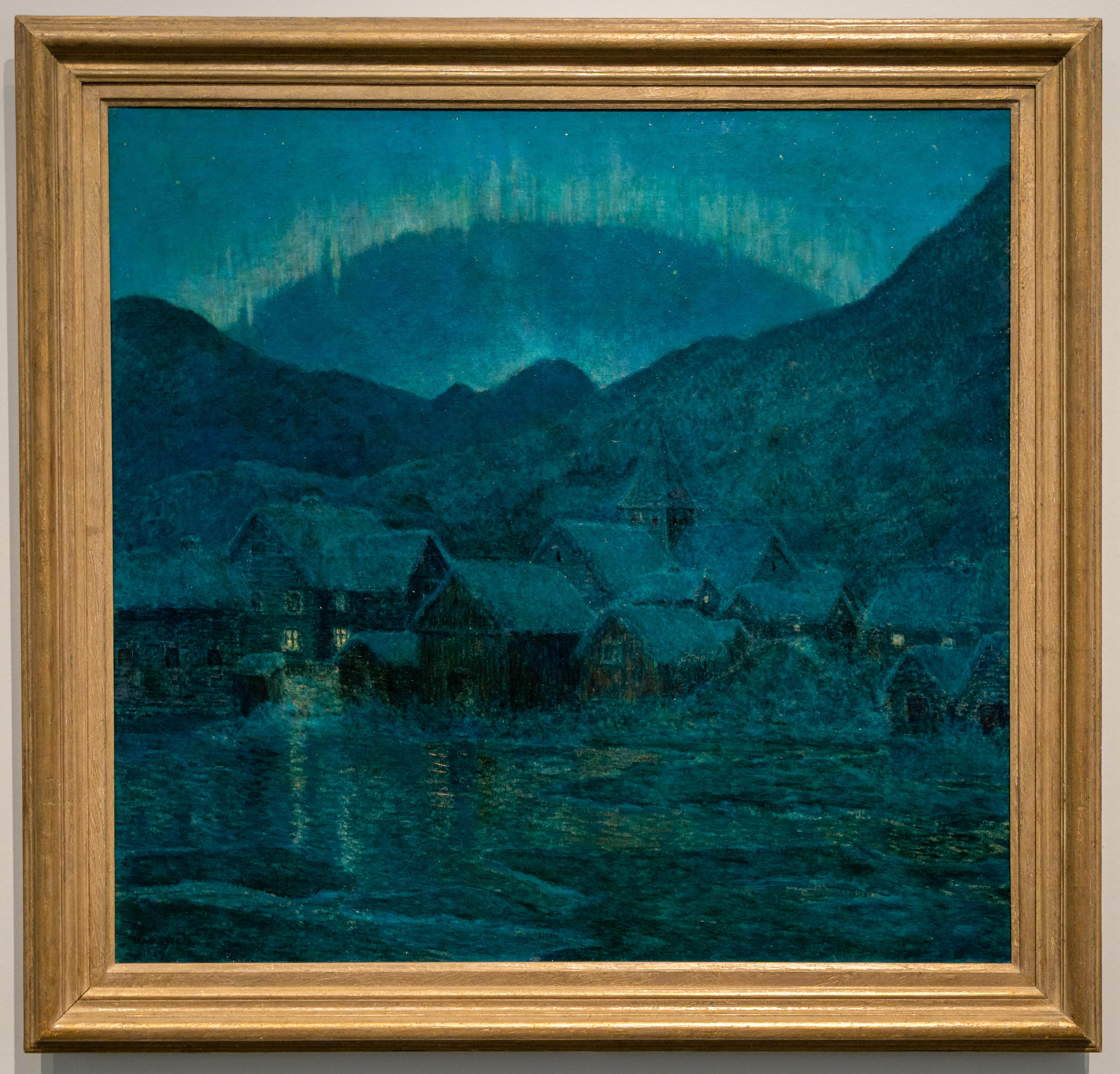
Das Nordlicht, 1929

## Sammlungen
Zwischen 1900 und 1940 sammelte das Ehepaar Singer über 3000 Gemälde, Papierarbeiten, Skulpturen und andere Kunstgegenstände. Ursprünglich folgten die Singers keinem Sammelplan, sondern tätigten Kunstkäufe, um ihre Häuser in Laren und Olden mit europäischen und asiatischen Antiquitäten, französischen und mittelalterlichen Skulpturen, orientalischen Teppichen, Gobelin-Wandteppichen, asiatischer Kunst verschiedener Art, europäischen Möbeln aus dem 16. und 17. Jahrhundert und Gemälden auszustatten. Sie sammelten vor allem bildende Kunst aus dem 19. Jahrhundert. An zeitgenössischer Kunst beschränkten sie sich hauptsächlich auf Künstler aus ihrem eigenen sozialen Umfeld, deren Werke ihnen gefielen oder die sie finanziell unterstützen wollten. Sie sammelten Werke der Schule von Barbizon und verwandter Künstler wie Camille Corot, Charles-François Daubigny und Jean-François Millet. Zur Sammlung gehörten auch 14 Werke von Auguste Rodin und 12 von Henri Le Sidaner, mit dem sie persönlich befreundet waren. Weiterhin  kauften sie Werke der Haager Schule und Werke amerikanischer Künstler, jedoch keine nichtfigurative und abstrakte Kunst.
Erst als das Ehepaar Singer in Anna Singers Heimatstadt Hagerstown in Maryland ein Kunstmuseum errichten wollte, begannen sie, gezielter über den Aufbau einer Sammlung nachzudenken. Unterstützt wurden sie unter anderem durch den Kunsthändler Joop Siedenburgh, der sowohl in Amsterdam als auch in New York Antiquitätenläden hatte und der ihnen ein enger Freund wurde. 1931 konnte Anna Brugh Singer mit Unterstützung ihres Mannes das Washington County Museum of Fine Arts in Hagerstown gründen, für das sie über hundert Werke ihrer Sammlung zur Verfügung stellte und das Museumsgebäude finanzierte.
Um die Gemälde von William Singer dauerhaft ausstellen und die Kunstsammlung unterbringen zu können, wurde die Singer Memorial Foundation durch Singers Witwe gegründet. Die Foundation kümmert sich um das Erbe, das als Singer Laren aus einer großen Kunstsammlung, einem hierfür erbauten Museum, einem Theater (ursprünglich als Konzertsaal genutzt) und dem früheren Wohnhaus mit Garten, der Villa De Wilde Zwanen, besteht. Ihr früheres Haus Singerheimen in Olden steht der Öffentlichkeit zur Verfügung.
Singers Werke befinden sich in zahlreichen Museen, unter anderem im Stedelijk Museum Amsterdam, Königlichen Museum der Schönen Künste Antwerpen, im Van Abbemuseum, Kunstmuseum Den Haag, Memphis Brooks Museum of Art, der Neuen Pinakothek München, dem New Orleans Museum of Art, Metropolitan Museum of Art, Brooklyn Museum, der Nationalgalerie Oslo und dem Musée du Luxembourg Paris, außerdem im Metropolitan Museum of Art, Brooklyn Museum, der Pennsylvania Academy of the Fine Arts, dem New Orleans Museum of Art und Washington County Museum of Fine Arts in Hagerstown. Im Singer Laren befindet sich mit 250 Ölbildern und Pastellen der Großteil seines Werkes.

## Ausstellungen (Auswahl)
Zu William Singers Lebzeiten wurden seine Werke regelmäßig in Europa und den Vereinigten Staaten ausgestellt und in Kunsthandlungen in Paris, Brüssel und New York angeboten.
- 1900: Fünfte Carnegie International, Pittsburgh[3]
- 1901: Sechste Carnegie International, Pittsburgh[11]
- 1923: Tentoonstelling van het Noorsche werk van W.H. Singer Jr. Museum De Lakenhal
- 1946: Gedächtnis-Ausstellung. Edward Milch Gallery, New York City[7]
- 1953: Singer Collection. Museum Fodor, Amsterdam[1]
- 2019: Ein Gefühl von Sommer … : niederländische Moderne aus der Sammlung Singer Laren. Museum Ostwall, Dortmund
- 2023: Landscapes and Legends of Norway: William H. Singer & His Contemporaries. Washington County Museum of Fine Arts, Hagerstown[8]